# Calcio ai Giochi della XXIX Olimpiade - Torneo femminile
Il torneo femminile di calcio ai Giochi della XXIX Olimpiade si è svolto dal 6 al 21 agosto 2008 ed è stato ospitato da cinque diversi stadi.
La medaglia d'oro è stata vinta per la terza volta, la seconda consecutiva, dagli Stati Uniti, che hanno superato in finale per 1-0 dopo i tempi supplementari il Brasile, al quale è andata la medaglia d'argento. La medaglia di bronzo è stata vinta dalla Germania, che nella finale per il terzo posto ha sconfitto il Giappone per 2-0.
Rispetto all'edizione precedente il numero di squadre è stato ulteriormente aumentato da 10 a 12. Al torneo presero parte sette delle otto squadre che avevano raggiunto i quarti di finale del campionato mondiale 2007. Nella prima giornata della fase a gironi due delle tre favorite alla vittoria finale, Brasile e Germania, inserite nello stesso girone, si affrontarono e la sfida si concluse a reti inviolate, mentre in un altro girone la terza favorita, gli Stati Uniti, venne sconfitta dalla Norvegia. Tutte e tre, però, arrivarono in semifinale, assieme al Giappone, che nei quarti aveva eliminato la Cina, padrone di casa. In semifinale Brasile e Germania si sfidarono nuovamente, e le brasiliane ebbero la meglio per 4-1, vendicando la sconfitta in finale nel precedente campionato mondiale. L'altra semifinale vide le statunitensi avere la meglio sulle giapponesi. In finale, riedizione della finale di Atene 2004, gli Stati Uniti sconfissero il Brasile grazie alla rete di Carli Lloyd nel corso dei tempi supplementari, conquistando così la medaglia d'oro per la terza volta in quattro edizioni del torneo olimpico.

## Formato
Le dodici squadre partecipanti sono state divise in tre gironi da quattro squadre, con ciascuna squadra che ha affrontato tutte le altre una volta sola. Le prime due classificate e le due migliori terze accedevano ai quarti di finale.

## Squadre partecipanti
| Torneo di qualificazione                       | Data                 | Luogo              | Posti | Qualificate    |
| ---------------------------------------------- | -------------------- | ------------------ | ----- | -------------- |
| Paese organizzatore                            |                      |                    | 1     | Cina           |
| Campionato sudamericano 2006                   | 10-26 novembre 2006  | Argentina          | 1     | Argentina      |
| Campionato mondiale 2007                       | 10-30 settembre 2007 | Cina               | 2     | Germania       |
| Campionato mondiale 2007                       | 10-30 settembre 2007 | Cina               | 2     | Norvegia       |
| Torneo pre-olimpico di qualificazione AFC      | 12 agosto 2007       | vari luoghi        | 2     | Giappone       |
| Torneo pre-olimpico di qualificazione AFC      | 12 agosto 2007       | vari luoghi        | 2     | Corea del Nord |
| Torneo pre-olimpico di qualificazione CAF      | 15 marzo 2008        | vari luoghi        | 1     | Nigeria        |
| Torneo pre-olimpico di qualificazione CONCACAF | 9 aprile 2008        | Messico            | 2     | Stati Uniti    |
| Torneo pre-olimpico di qualificazione CONCACAF | 9 aprile 2008        | Messico            | 2     | Canada         |
| Torneo pre-olimpico di qualificazione OFC      | 8 marzo 2008         | Papua Nuova Guinea | 1     | Nuova Zelanda  |
| Spareggio UEFA                                 | 8-28 novembre 2007   | vari luoghi        | 1     | Svezia         |
| Spareggio CAF-CONMEBOL                         | 19 aprile 2008       | Cina               | 1     | Brasile        |
| Totale                                         |                      |                    | 12    |                |

## Fase a gironi

### Girone E

#### Classifica finale
| Pos. | Squadra   | Pt | G | V | N | P | GF | GS | DR |
| ---- | --------- | -- | - | - | - | - | -- | -- | -- |
| 1.   | Cina      | 7  | 3 | 2 | 1 | 0 | 5  | 2  | +3 |
| 2.   | Svezia    | 6  | 3 | 2 | 1 | 1 | 3  | 3  | 0  |
| 3.   | Canada    | 4  | 3 | 1 | 1 | 1 | 4  | 4  | 0  |
| 4.   | Argentina | 0  | 3 | 0 | 0 | 3 | 1  | 5  | -4 |

#### Risultati
| Arbitro: | Beck |

|              |           |                      |
| Manicler 85’ | Marcatori | 27’ Chapman 72’ Lang |

| Arbitro: | Hong |

|                  |           |             |
| Xu 6’ Han D. 72’ | Marcatori | 38’ Schelin |

| Arbitro: | Ferreira-James |

|             |           |  |
| Fischer 57’ | Marcatori |  |

| Arbitro: | Damková |

|              |           |        |
| Sinclair 34’ | Marcatori | 36’ Xu |

| Arbitro: | Petignat |

|                            |           |  |
| Quiñones 52’ (aut.) Gu 90’ | Marcatori |  |

| Arbitro: | Kamnueng |

|                  |           |              |
| Schelin 19’, 51’ | Marcatori | 63’ Tancredi |

### Girone F

#### Classifica finale
| Pos. | Squadra        | Pt | G | V | N | P | GF | GS | DR |
| ---- | -------------- | -- | - | - | - | - | -- | -- | -- |
| 1.   | Brasile        | 7  | 3 | 2 | 1 | 0 | 5  | 2  | +3 |
| 2.   | Germania       | 7  | 3 | 2 | 1 | 0 | 2  | 0  | +2 |
| 3.   | Corea del Nord | 3  | 3 | 1 | 0 | 2 | 2  | 3  | -1 |
| 4.   | Nigeria        | 0  | 3 | 0 | 0 | 3 | 1  | 5  | -4 |

#### Risultati
| Shenyang 6 agosto 2008, ore 17:00 UTC+8 | Germania | 0 – 0 referto | Brasile | Stadio olimpico (20 703 spett.)\| Arbitro: \| Seitz \| |
| Arbitro:                                | Seitz    |               |         |                                                        |

| Arbitro: | De Silva |

|         |           |  |
| Kim 27’ | Marcatori |  |

| Arbitro: | Palmqvist |

|  |           |               |
|  | Marcatori | 64’ Stegemann |

| Arbitro: | Niu |

|                       |           |          |
| Daniela 14’ Marta 22’ | Marcatori | 90+3’ Ri |

| Arbitro: | Ferreira-James |

|  |           |            |
|  | Marcatori | 86’ Mittag |

| Arbitro: | Hong |

|                    |           |                           |
| Nkwocha 19’ (rig.) | Marcatori | 33’, 35’, 45+3’ Cristiane |

### Girone G

#### Classifica finale
| Pos. | Squadra       | Pt | G | V | N | P | GF | GS | DR |
| ---- | ------------- | -- | - | - | - | - | -- | -- | -- |
| 1.   | Stati Uniti   | 6  | 3 | 2 | 0 | 1 | 5  | 2  | +3 |
| 2.   | Norvegia      | 6  | 3 | 2 | 0 | 1 | 4  | 5  | -1 |
| 3.   | Giappone      | 4  | 3 | 1 | 1 | 1 | 7  | 4  | +3 |
| 4.   | Nuova Zelanda | 1  | 3 | 0 | 1 | 2 | 2  | 7  | -5 |

#### Risultati
| Arbitro: | Mitchell |

|                            |           |                             |
| Miyama 72’ (rig.) Sawa 86’ | Marcatori | 37’ Yallop 56’ (rig.) Hearn |

| Arbitro: | Petignat |

|                          |           |  |
| Larsen Kaurin 2’ Wiik 4’ | Marcatori |  |

| Arbitro: | Kamnueng |

|           |           |  |
| Lloyd 27’ | Marcatori |  |

| Arbitro: | Alvarez |

|  |           |         |
|  | Marcatori | 8’ Wiik |

| Arbitro: | De Silva |

|                |           |                                                        |
| G. Knutsen 27’ | Marcatori | 31’ Kinga 51’ (aut.) Folstad 52’ Ōno 70’ Sawa 83’ Hara |

| Arbitro: | Damková |

|                                                  |           |  |
| O'Reilly 1’ Rodriguez 43’ Tarpley 56’ Hucles 60’ | Marcatori |  |

## Fase ad eliminazione diretta

### Tabellone
|  | Quarti di finale | Quarti di finale | Quarti di finale |             |             | Semifinali  | Semifinali | Semifinali |          |                 | Finale          | Finale          | Finale |  |
|  |                  |                  |                  |             |             |             |            |            |          |                 |                 |                 |        |  |
|  | 1F               | Brasile          | 2                |             |             |             |            |            |          |                 |                 |                 |        |  |
|  | 1F               | Brasile          | 2                |             |             |             |            |            |          |                 |                 |                 |        |  |
|  | 2G               | Norvegia         | 1                |             |             |             |            |            |          |                 |                 |                 |        |  |
|  | 2G               | Norvegia         | 1                |             | Brasile     | Brasile     | 4          |            |          |                 |                 |                 |        |  |
|  |                  |                  |                  |             | Brasile     | Brasile     | 4          |            |          |                 |                 |                 |        |  |
|  |                  |                  | Germania         | Germania    | 1           |             |            |            |          |                 |                 |                 |        |  |
|  | 2E               | Svezia           | Germania         | Germania    | 1           | 0           |            |            |          |                 |                 |                 |        |  |
|  | 2E               | Svezia           |                  |             |             |             |            |            |          |                 |                 |                 |        |  |
|  | 2F               | Germania         | 2                |             |             |             |            |            |          |                 |                 |                 |        |  |
|  | 2F               | Germania         | 2                |             | Brasile     | Brasile     | 0          |            |          |                 |                 |                 |        |  |
|  |                  |                  |                  |             |             |             |            |            |          |                 |                 |                 |        |  |
|  |                  |                  | Stati Uniti      | Stati Uniti | 1           |             |            |            |          |                 |                 |                 |        |  |
|  | 1G               | Stati Uniti      | Stati Uniti      | Stati Uniti | 1           | 2           |            |            |          |                 |                 |                 |        |  |
|  | 1G               | Stati Uniti      |                  |             |             | 2           |            |            |          |                 |                 |                 |        |  |
|  | 3E               | Canada           | 1                |             |             |             |            |            |          |                 |                 |                 |        |  |
|  | 3E               | Canada           | 1                |             | Stati Uniti | Stati Uniti | 4          |            |          | Finale 3º posto | Finale 3º posto | Finale 3º posto |        |  |
|  |                  |                  |                  |             | Stati Uniti | Stati Uniti | 4          |            |          |                 |                 |                 |        |  |
|  |                  |                  | Giappone         | Giappone    | 2           |             |            |            |          |                 |                 |                 |        |  |
|  | 1E               | Cina             | Giappone         | Giappone    | 2           | 0           |            |            | Germania | Germania        | 2               |                 |        |  |
|  | 1E               | Cina             |                  |             |             |             |            |            | Germania | Germania        | 2               |                 |        |  |
|  | 3G               | Giappone         | 2                |             |             | Giappone    | Giappone   | 0          |          |                 |                 |                 |        |  |

### Quarti di finale
| Arbitro: | Palmqvist |

|                     |           |              |
| Hucles 12’ Kai 101’ | Marcatori | 30’ Sinclair |

| Arbitro: | Seitz |

|                       |           |                   |
| Daniela 44’ Marta 57’ | Marcatori | 83’ (rig.) Nordby |

| Arbitro: | Damková |

|  |           |                              |
|  | Marcatori | 104’ Garefrekes 115’ Laudehr |

| Arbitro: | Beck |

|  |           |                       |
|  | Marcatori | 15’ Sawa 80’ Nagasato |

### Semifinali
| Arbitro: | Hong |

|                                          |           |           |
| Formiga 43’ Cristiane 49’, 76’ Marta 53’ | Marcatori | 10’ Prinz |

| Arbitro: | Petignat |

|                       |           |                                           |
| Ōno 17’ Arakawa 90+3’ | Marcatori | 41’, 81’ Hucles 44’ Chalupny 71’ O'Reilly |

### Finale 3º posto
| Arbitro: | Alvarez |

|                   |           |  |
| Bajramaj 68’, 87’ | Marcatori |  |

#### Finale
| Arbitro: | Damková |

| |            | |
| | Marcatori  | 96’ Lloyd |
| · Bárbara · 104’ Simone · Tania · Renata Costa · Maycon · 77’ Daniela · 105+1’ Formiga · Ester · Marta · Cristiane · 107’ Erika · A disposizione: · Andréia · Andréia Rosa · 105+1’ Francielle · Pretinha · 77’ Fabiana · Maurine · 104’ 106’ Rosana | Formazioni | · Solo · Mitts 37’ · Rampone · Tarpley 71’ · Boxx · Rodriguez 120’ · O'Reilly 101’ · Lloyd · Markgraf · Hucles · Chalupny · A disposizione: · Barnhart · Buehler · Kai 101’ 114’ · Wagner · Cheney 71’ · Heath · Cox 120’ |
| Barcellos | Allenatori | Sundhage |

## Classifica finale
| Pos | Squadre        |
| --- | -------------- |
|     | Stati Uniti    |
|     | Brasile        |
|     | Germania       |
| 4   | Giappone       |
| 5   | Cina           |
| 6   | Svezia         |
| 7   | Norvegia       |
| 8   | Canada         |
| 9   | Corea del Nord |
| 10  | Nuova Zelanda  |
| 11  | Argentina      |
| 11  | Nigeria        |

## Podio
| 2º posto Brasile | Campione olimpico di calcio femminile Stati Uniti 3º titolo | 3º posto Germania |

| Pos | Squadra     | Formazione |
| --- | ----------- | --- |
|     | Stati Uniti | Nicole Barnhart, Shannon Boxx, Rachel Buehler, Lori Chalupny, Lauren Cheney, Stephanie Cox, Tobin Heath, Angela Hucles, Natasha Kai, Carli Lloyd, Kate Markgraf, Heather Mitts, Heather O'Reilly, Christie Rampone, Amy Rodriguez, Hope Solo, Lindsay Tarpley, Aly Wagner. All. Pia Sundhage.                           |
|     | Brasile     | Andréia, Andréia Rosa, Bárbara, Cristiane, Daniela, Erika, Ester, Fabiana, Formiga, Francielle, Marta, Maurine, Maycon, Pretinha, Renata Costa, Rosana, Simone, Tania. All. Jorge Barcellos. |
|     | Germania    | Nadine Angerer, Fatmire Bajramaj, Saskia Bartusiak, Melanie Behringer, Linda Bresonik, Kerstin Garefrekes, Ariane Hingst, Ursula Holl, Annike Krahn, Simone Laudehr, Renate Lingor, Célia Okoyino da Mbabi, Anja Mittag, Babett Peter, Conny Pohlers, Birgit Prinz, Sandra Smisek, Kerstin Stegemann. All. Silvia Neid. |

## Statistiche

### Classifica marcatrici
5 reti
- Cristiane

4 reti
- Angela Hucles

3 reti
- Marta

- Homare Sawa

- Lotta Schelin

2 reti
- Daniela
- Christine Sinclair
- Xu Yuan

- Fatmire Bajramaj
- Shinobu Ōno
- Melissa Wiik

- Carli Lloyd
- Heather O'Reilly

1 rete
- Ludmila Manicler
- Formiga
- Candace Chapman
- Kara Lang
- Melissa Tancredi
- Han Duan
- Gu Yasha
- Kim Kyong-hwa
- Ri Kum-suk
- Kerstin Garefrekes

- Simone Laudehr
- Anja Mittag
- Birgit Prinz
- Kerstin Stegemann
- Eriko Arakawa
- Ayumi Hara
- Yukari Kinga
- Aya Miyama
- Yūki Nagasato
- Perpetua Nkwocha

- Leni Larsen Kaurin
- Guro Knutsen
- Siri Nordby
- Amber Hearn
- Kirsty Yallop
- Lori Chalupny
- Natasha Kai
- Amy Rodriguez
- Lindsay Tarpley
- Nilla Fischer

1 autorete
- Florencia Quiñones (a favore della Cina)
- Gunhild Følstad (a favore del Giappone)